# Vector director
En matemàtiques un vector director d'una recta D és qualsevol vector {\displaystyle {\overrightarrow {AB}}\,} on {\displaystyle A\,} i {\displaystyle B\,} són dos punts diferents de la recta D. Si v és un vector de direcció per a la recta D, també ho és kv per a qualsevol escalar k no nul; i aquests són de fet tots els vectors directors de la recta D. En algunes definicions, el vector director cal que sigui un vector unitari, i en aquest cas tota recta té dos vectors directors, iguals en magnitud però de sentit oposat.

## Vector director d'una recta aR2{\displaystyle \mathbb {R} ^{2}}
Qualsevol recta D d'un espai euclidià bidimensional es pot descriure com el conjunt de solucions d'una equació de la forma
{\displaystyle ax+by+c=0\qquad (D)}
on a, b, c són nombres reals. Aleshores, un vector normal a {\displaystyle (D)} seria {\displaystyle n=(a,b)} i un possible vector director de {\displaystyle (D)} seria {\displaystyle u=(b,-a)}, satisfent-se {\displaystyle u\cdot n=0}. Múltiples qualsevol de {\displaystyle u} i {\displaystyle n} són igualment vàlids.
Per exemple, suposem que l'equació d'una recta és {\displaystyle 3x+2y+15=0}. Aleshores {\displaystyle n=(3,2)} i {\displaystyle u=(2,-3)}, o bé {\displaystyle u=(-2,3)}.

## Equació paramètrica d'una recta
En un espai euclidià (de qualsevol nombre de dimensions), donat un punt a i un vector no nul v, una recta es defineix paramètricament per l'expressió (a + tv), on el paràmetre t varia entre -∞ i +∞. Aquesta recta té v com a vector director.